# Bitwa pod Augustowem
Bitwa pod Augustowem – starcie zbrojne stoczone 22 czerwca 1941 roku w czasie II wojny światowej na froncie wschodnim pomiędzy Armią Czerwoną a wojskami niemieckimi o kontrolę nad Augustowem i okolicznymi terenami.

## Tło sytuacyjne
W czerwcu 1941 roku w trakcie przygotowywania się do operacji Barbarossa wojska niemieckie patrolowały zachodnie granice ZSRR. Okolice Augustowa i Grodna badały samoloty Junkers Ju 88A z eskadry rozpoznawczej 4.(F)/14, której lotnisko znajdowało się w pobliżu Raczek. W dniach od 3 do 20 czerwca niemieckie samoloty naruszały radziecką przestrzeń powietrzną. Sowieci w odpowiedzi wysłali jedynie meldunek protestacyjny do niemieckiego dowództwa w Białymstoku. 21 czerwca, dzięki otrzymanym materiałom z lotów rozpoznawczych, niemiecki wywiad ustalił liczbę i rodzaj oddziałów stacjonujących w okolicach Augustowa. Niemcy oceniali, że Rosjanie w rejonach miasta posiadają około 50-80 pojazdów uzbrojonych w karabiny maszynowe. W związku z tym Wehrmacht w rejonie Szczebra–Nowinka umieścił 8. baterię 4 Pułku Artylerii Przeciwlotniczej, która stanowiła grupę przeciwpancerną. Niemcy przy granicy umieścili także siły 162 Dywizji Piechoty generała porucznika Hermanna Franke na linii od wsi Ginie do wsi Sucha Rzeczka. 21 czerwca radzieckie oddziały były rozlokowane następująco: 27 Dywizja Strzelecka w rejonie Grajewo-Augustów-Suchowola, w Augustowie stacjonowały: 53 Pułk Artylerii mjr. Pczełkina (liczył 985 ludzi), 345 Pułk Strzelecki płk. Sołodownikowa (2698 ludzi) oraz jedynie jedna bateria. 86 Augustowski Oddział WOP NKWD z dowództwem w Augustowie posiadał załogi w strażnicach rozlokowanych przy granicy. Dowódcą garnizonu był płk. Wasilij Sołodownikow.

## Przebieg bitwy

### Ostrzał artyleryjski
O godzinie 3:05 działania wojenne rozpoczęła niemiecka artyleria, która ostrzelała rozpoznane wcześniej pozycje radzieckie w rejonie Augustowa. Samoloty luftwaffe zbombardowały miasto. Atak zaskoczył Rosjan, którzy od razu zmobilizowali żołnierzy z koszar. O godzinie 3:40 po zakończeniu ostrzału artyleryjskiego niemieckie oddziały przekroczyły granicę. Posuwając się szybko do przodu napotykały słaby opór. Sowieci walczyli bez wsparcia artylerii lub lotnictwa. Wyjątkiem był 1. batalion, który został wsparty działami.

### Atak z kierunku północno-zachodniego
Niemiecki 314 Pułk Piechoty 162 Dywizji Piechoty, na prawym skrzydle dywizji z rejonu na południowy wschód od Raczek, zaatakował w kierunku południa. Jednocześnie z zachodu z rejonu miejscowości Ginie działania pozoracyjne rozpoczął niemiecki 428. Pułk Piechoty 129. Dywizji Piechoty atakując silnym oddziałem w kierunku Rutki. Po dotarciu do tej wsi Wehrmacht przygotował i zajął pozycje osłonowe na wzgórzach, które znajdowały się na wschód od miejscowości. Niemcy w ten sposób zabezpieczyli się przed atakiem Sowietów. Następnie siły, które podzielono, wyruszyły w kierunku północnym na wieś Grabowo oraz w kierunku południowym na wieś Lipówka. W miejscowościach tych Niemcy zaatakowali sowieckie punkty graniczne. 236. Pułk Artylerii ostrzelał radzieckie umocnienia, które znajdowały się na południe od Mikołajówek i Jabłońskie oraz okolice Janówki. Po ostrzale I batalion 314 Pułku wspierany przez II dywizjon 236 Batalionu Przeciwpancernego uderzył na północny zachód do wsi Iwanówka. Około godziny 4:30 Niemcy dotarli do wsi Pruska Wielka. Na prawo od niego poruszały się siły 236 Batalionu Przeciwpancernego kpt. Schackerta. Na północ od wsi Pruska Wielka oddziały zostały zatrzymane przez radziecki 3. batalion 345 Pułku Strzeleckiego, który bronił się na linii umocnień Pruska Wielka–Janówka. Po połączeniu sił nastąpił ponowny atak, który do godziny 6:00 został powstrzymany przez Sowietów.
II batalion 314 Pułku Piechoty wzmocniony 1. baterią 210 Dywizjonu Dział Szturmowych uderzył z pozycji położonych na północny wschód od Iwanówki w kierunku wsi Janówka. Około godziny 4:30 batalion dotarł do wsi, gdzie został zatrzymany przez żołnierzy NKWD z 12 Strażnicy Granicznej. III batalion bez oporu zajął Topiłówkę i dołączył do II batalionu na wschód od Janówki. Pułk nie potrafił przełamać radzieckich pozycji, dlatego interweniował generał Franke. Na rozkaz dowódcy dywizji płk. Gerber przegrupował swoje siły i skierował się w rejon Żarnowa. Niemcy podczas pierwszego ataku na podejściu do wsi nie zdołali przełamać Rosjan. Oddziały niemieckie ponownie zaatakowały Sowietów wraz ze wsparciem artyleryjskim. Radziecki opór został przełamany, ponieważ część sił Rosjan wycofała się w kierunku Augustowa. Pułkownik Gerber ponownie przegrupował oddziały, z których główne siły batalionu skierował na Augustów. Batalion zajął Borki i około godziny 6:00-7:00 od zachodu wkroczył do zachodniej części miasta nie napotykając żadnego oporu. Następnie niemiecki oddział zajął mosty na rzece Netta i Kanale Augustowskim. Potem Niemcy skierowali się na północ w stronę koszar, gdzie Sowieci stawiali opór. Pozostający na wschód od Janówki II batalion przy wsparciu pułku artylerii przeciwlotniczej do godziny 13:00 przełamał radziecki opór. Następnie II batalion dołączył do I batalionu w rejonie Żarnowa. Oddziały te wyruszyły w stronę Białobrzegów, aby zdobyć mosty na Nettcie i Kanale Augustowskim, które zajęto o godzinie 15:40. Z tej miejscowości I batalion wraz z baterią dział szturmowych StuG III skierował się na Augustów napotykając na swojej drodze radziecki opór. II batalion, który pozostał w Białobrzegach, powstrzymał kontratak w kierunku Augustowa radzieckiej kolumny 2. batalionu 132 Pułku Strzeleckiego wysłanej przez płk. Gogoberidze jako osłona dla odwrotu 345 Pułku Strzeleckiego.

### Atak z kierunku północno-wschodniego
Niemcy z 303 Pułku Piechoty 162 Dywizji Piechoty zaatakowali Augustów z północy i wschodu. Radzieckie oddziały 11 Strażnicy Granicznej w Szczebrze po zaciekłym kilkudziesięciominutowym oporze wycofały się. W tym samym czasie niemiecka 1. kompania I batalionu zdołała opanować most kolejowy na rzece Blizna i zaatakować od tyłu załogę 3 Strażnicy Rezerwowej. Następnie kompania za pomocą desantu opanowała przesmyk między jeziorami Białe i Necko. Jednocześnie II batalion ominął radziecką strażnicę od zachodu, sforsował rzekę Blizna i dotarł około godziny 4:30 do przesmyku. Rosjanie, którzy zajmowali wcześniejsze pozycje na przesmyku, wycofali się do koszar 345. Pułku Strzeleckiego. Następnie niemieckie oddziały, które próbowały wedrzeć się do miasta od północy, napotykały radziecki opór na terenie koszar do ok. godziny 15:40.

### Okrążenie Augustowa
W ten sposób Augustów został okrążony. Głównym radzieckim oddziałem, który stawiał silny opór w mieście był 345 Pułk Strzelecki. Ostatnimi punktami oporu były koszary i cmentarz na północnym brzegu Netty. Do godziny 20:00 walki zakończyły się klęską oddziałów radzieckich.

## Po bitwie
Bitwa zakończyła się taktycznym zwycięstwem wojsk niemieckich. 23 czerwca 162 Dywizja Piechoty przekazała 129 Dywizji Piechoty kontrolę nad Augustowem. Niemieckie oddziały przeczesały lasy na wschód od miasta i kontynuowały działania ofensywne w stronę Grodna.